# Zalman Schachter-Shalomi

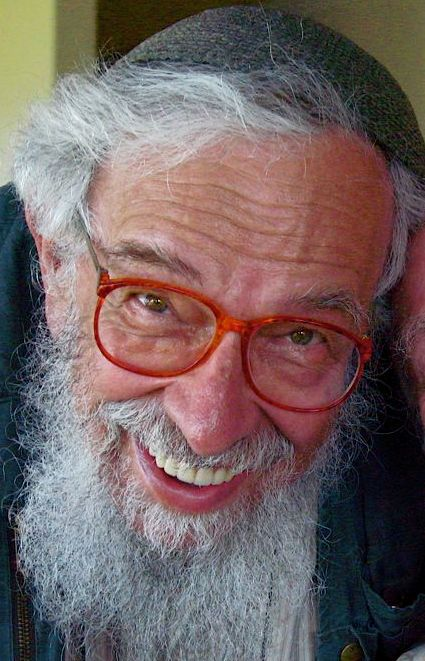
Schachter-Shalomi, Februar 2008

Meshullam Zalman Schachter-Shalomi, (hebräisch זלמן שחטר-שלומי) bekannt als „Reb Zalman“ (geboren 17. August 1924 in Schowkwa, damals Polen, heute Ukraine; gestorben 3. Juli 2014 in Boulder, Colorado), gilt als einer der bedeutendsten Vertreter der Jewish-Renewal-Bewegung.

## Literatur

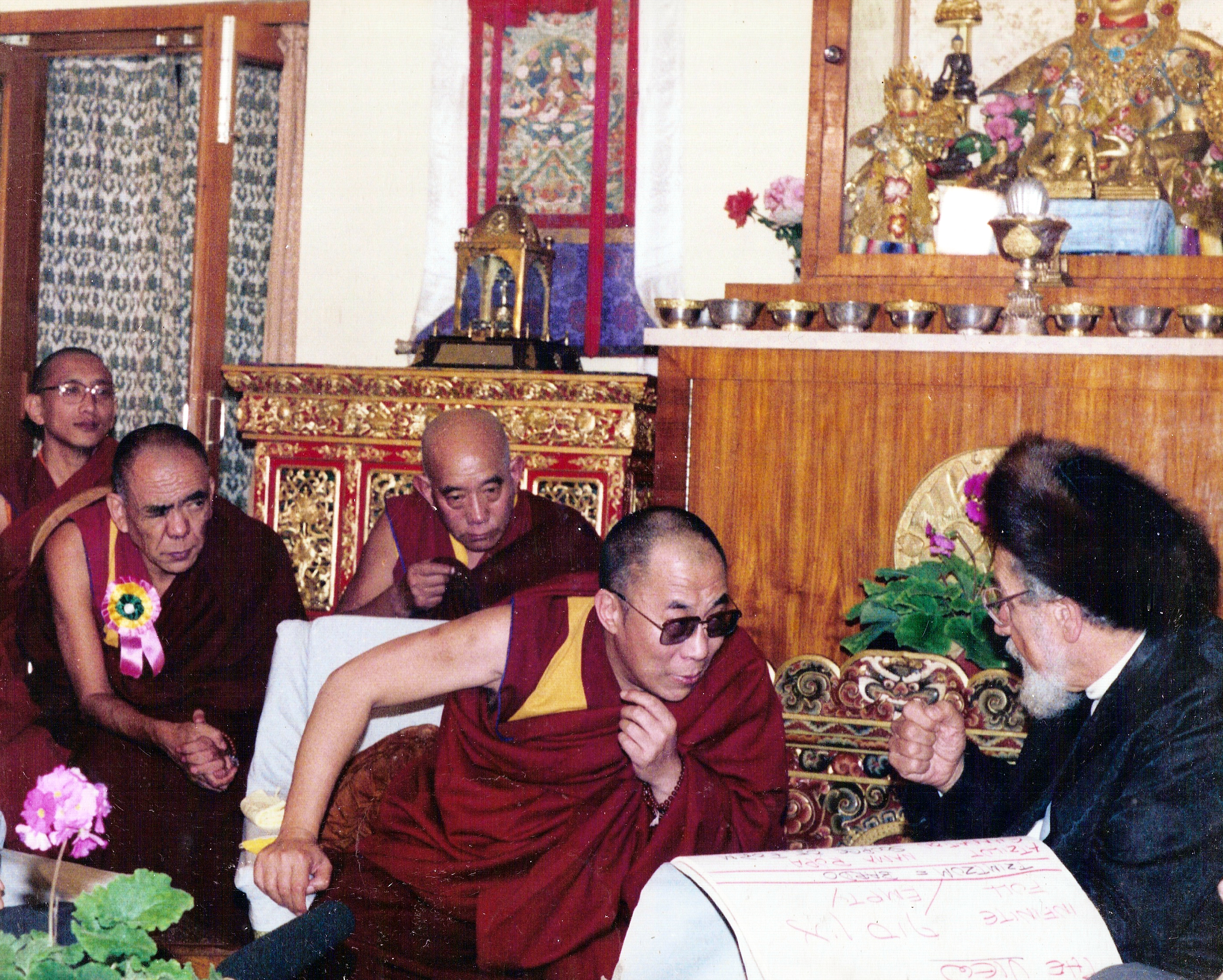
Der XIV. Dalai Lama und Rabbi Zalman Schachter-Shalomi während des historischen jüdisch-buddhistischen Dialogs in Dharamsala, Indien, 25. Oktober 1990

## Leben
Schachter-Shalomi kam als Sohn von Shlomo (1898–1975) und Chayyah Gittel Schachter, geborene Yagid (1905–1992) zu Welt. Er wuchs in Wien auf. Als 1938 die Nationalsozialisten die Macht in Österreich übernahmen, schickten ihn seine Eltern zu Verwandten nach Antwerpen. Dort kam er erstmals mit dem Lubawitscher Rebbe in Kontakt. Nach der Eroberung Belgiens durch deutsche, nationalsozialistische Truppen, wurde er in Konzentrationslagern interniert. Im Jahre 1941 gelang ihm mit Hilfe des Lubawitscher Rebbe die Flucht in das Vichy-Frankreich und von dort über Lissabon in die Vereinigten Staaten, nach New York, wo er sich dem mittlerweile dorthin geflohenen Rebbe anschloss. Seine Ordination (Semicha) zum orthodoxen Rabbiner erwarb er 1947 in einer chassidischen Gemeinde der Chabad (Lubawitsch), dabei arbeitete er unter der Ägide des sechsten Lubawitscher Rebben, Joseph Isaac Schneersohn in Chabad-Gemeinden in Massachusetts und Connecticut.
An der Boston University schloss er mit einem Master in Religionspsychologie ab und promovierte am Hebrew Union College.
Danach arbeitete er als Professor für Judaistik und Religionswissenschaft an der Temple University (Philadelphia) und an der University of Manitoba in Kanada. Er wurde zu einem der bekanntesten Idole der jüdischen 1968er-Bewegung.

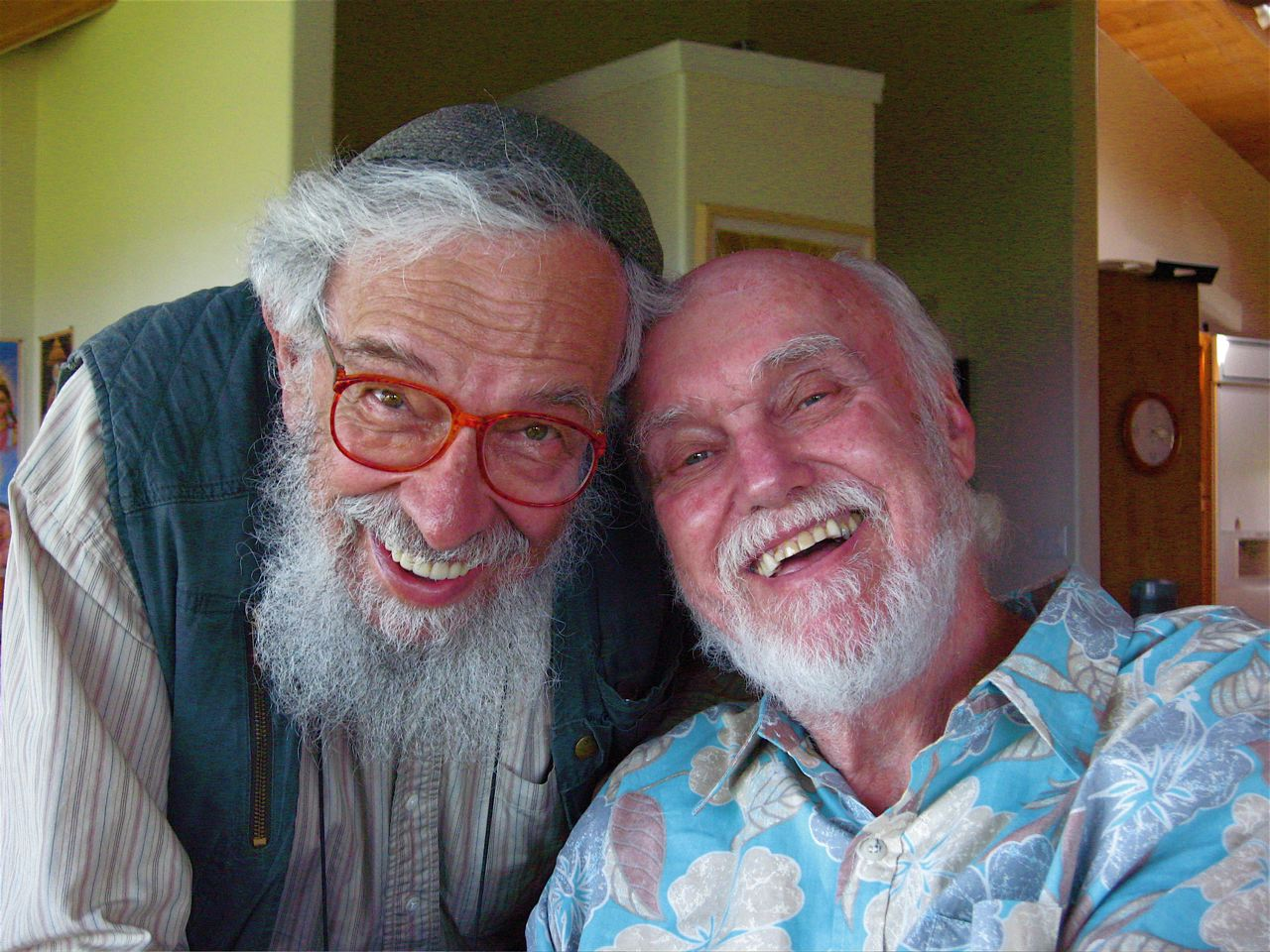
Reb Zalman mit Ram Dass, 2008

## Werke (Auswahl)
- Spiritual Intimacy: A Study of Counseling in Hasidism. Jason Aronson, 1991, ISBN 978-0-87668-772-7.
- Zalman Schachter-Shalomi, Philip Mandelkorn, Stephen Gerstman (Hrsg.): Fragments of a Future Scroll: Ḥassidism for the Aquarian Age. Leaves of Grass Press, 1975, ISBN 978-0-915070-00-8.
- Zalman Schachter-Shalomi, Donald Gropman: The First Step: A Guide for the New Jewish Spirit. Bantam Books, 1983, ISBN 978-0-553-01418-1.
- Howard Schwartz, Zalman Schachter-Shalomi: The Dream Assembly: Tales of Rabbi Zalman Schachter-Shalomi. Gateways/IDHHB, 1989, ISBN 978-0-89556-059-9.
- Zalman Schachter-Shalomi, Nataniel M. Miles-Yepez: Wrapped in a holy flame: teachings and tales of the Hasidic masters. Jossey-Bass, a Wiley Imprint, 2003, ISBN 978-0-7879-6573-0.
- Zalman Schachter-Shalomi, Daniel Siegel: Credo of a Modern Kabbalist. Trafford Publishing, 2005, ISBN 978-1-4120-6107-0.
- Zalman Schachter-Shalomi, Joel Segel: Jewish with Feeling: A Guide to Meaningful Jewish Practice. Riverhead Books, 2005, ISBN 978-1-57322-280-8.
- Zalman Schachter-Shalomi, Daniel Siegel: Integral Halachah: Transcending and Including Jewish Practice Through the Lens of Personal Transformation and Global Consciousness. Trafford Publishing, 2007, ISBN 978-1-4251-2698-8.
- Zalman Schachter-Shalomi, Ronald S. Miller: From Age-ing to Sage-ing: A Revolutionary Approach to Growing Older. Grand Central Publishing, 2008, ISBN 978-0-446-55373-5.
- Zalman Schachter-Shalomi, Yair Hillel Goelman: Ahron's Heart: The Prayers, Teachings and Letters of Ahrele Roth, a Hasidic Reformer. Ben Yehuda Press, 2009, ISBN 978-1-934730-18-8.
- Zalman Schacter-Shalomi, Netanel Miles-Yepez: A Heart Afire: Stories and Teachings of the Early Hasidic Masters. Monkfish Book Publishing, 2017, ISBN 978-1-939681-62-1.
- Zalman Schachter-Shalomi, Michael L. Kagan (Hrsg.): All Breathing Life Adores Your Name: At the Interface Between Poetry and Prayer: Translations and Compositions of Jewish Sacred Literature. Gaon Books, 2011, ISBN 978-1-935604-21-1.
- Zalman Schachter-Shalomi, Netanel Miles-Yépez, Robert Micha’el Esformes (Hrsg.): Gate to the Heart: A Manual of Contemplative Jewish Practice. Albion-Andalus, 2013, ISBN 978-0-615-94456-2.